# Camarero nocturno en Mar del Plata
Camarero nocturno en Mar del Plata es una película del género conocido como picaresca argentina que se estrenó el 15 de mayo de 1986, Fue dirigida por Gerardo Sofovich sobre su propio guion y tuvo como principales actores a Tristán, Susana Traverso, Rolo Puente y Noemí Alan.
A lo largo del film se pueden ver algunos lugares icónicos relacionados con los viajes de veraneo de la década de los 80, como por ejemplo el cruce desde Capital Federal hacia zona sur de GBA por el viejo puente Nicolás Avellaneda en La Boca, la avenida Calchaquí que se utilizaba para llegar hasta el comienzo de la ruta 2 hacia la costa, el ingreso a Mar del Plata por avenida Constitución, la vieja terminal de ómnibus en el centro de la ciudad, el Torreón del Monje, el Hotel Hermitage, los balnearios de la Playa Bristol, etc..

## Sinopsis
Tristán es un muchacho de barrio a quien su amigo Salvador (Guillermo Francella) le propone pasar unos días en Mar del Plata a cambio de pintar un departamento, pero al llegar a destino los planes cambian de imprevisto y Tristán acepta la oportunidad de trabajar temporalmente en un lujoso hotel céntrico.
Como es de esperarse, este nuevo trabajo traerá un enredo tras otro mientras paralelamente conoce a una mujer con quien compartirá un departamento para pasar el verano.
Así las cosas, Tristan vivirá unas accidentadas vacaciones, mezclándose en todo tipo de complicaciones no solo con su nuevo trabajo sino con bellas mujeres en busca de aventuras amorosas.

## Reparto
| Actor                 | Personaje                   |
| --------------------- | --------------------------- |
| Tristán               | Tristán                     |
| Susana Traverso       | Estrella                    |
| Rolo Puente           | Juan Carlos                 |
| Noemí Alan            | Silvia                      |
| Guillermo Francella   | Salvador                    |
| Tincho Zabala         | Sr. Escabione               |
| Emilio Vidal          | Gregorio                    |
| Dorys Perry           | Mónica                      |
| Juan Díaz             | Augusto                     |
| Menchu Quesada        | Doña Zulema                 |
| Délfor Medina         | Joaquín                     |
| Rodolfo Ranni         | Toto                        |
| Alejandra Aquino      | Pochita                     |
| Alberto Busaid        | Portero                     |
| Mónica Guido          | Fiorella                    |
| Carlos Serafino       | Raúl                        |
| Edda Díaz             | Esposa de Roberto           |
| José María Safigueroa | Roberto                     |
| Miguel Jordán         | Bartolo                     |
| Mónica Miani          | Marta                       |
| Maximiliano Gilbert   | Alejandro                   |
| Estela González       | Mujer rubia en la discoteca |
| Adrián De Piero       | Fisicoculturista            |
| Carmen Morales        |                             |
| Francisco Rinaldi     | Juan, camarero              |

## Comentarios
Rafael Granado en Clarín dijo:

«Un humor liviano y con vista al mar.»